# Opération Atilla (1974)
 (décembre 2024).
Notes
Seules les pertes militaires sont incluses dans ce tableau.

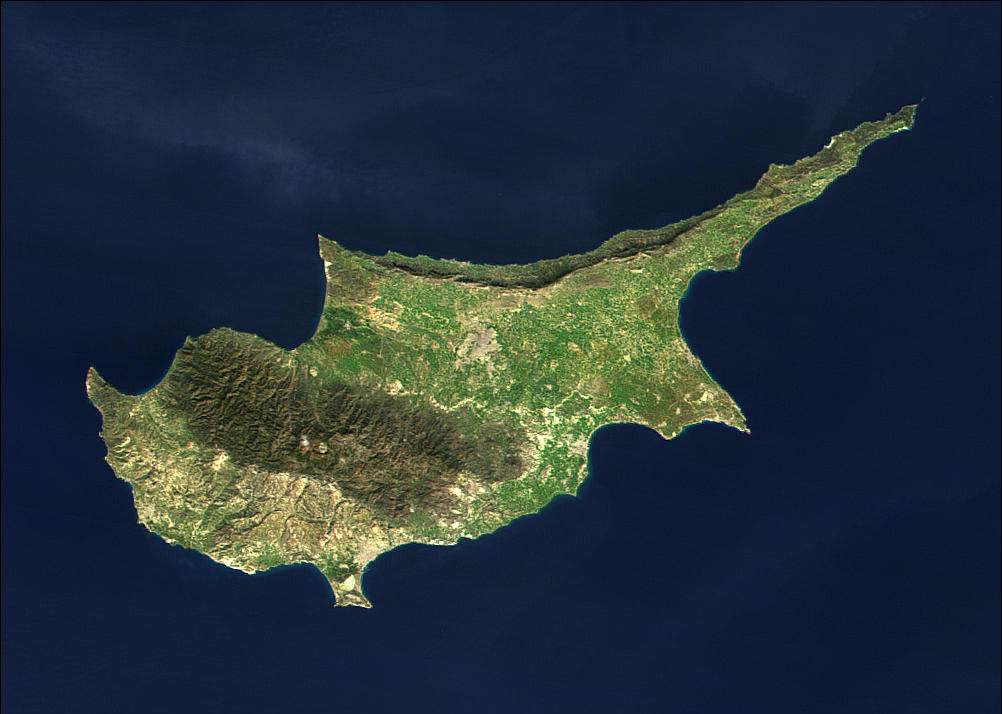
Image satellite MODIS de Chypre.

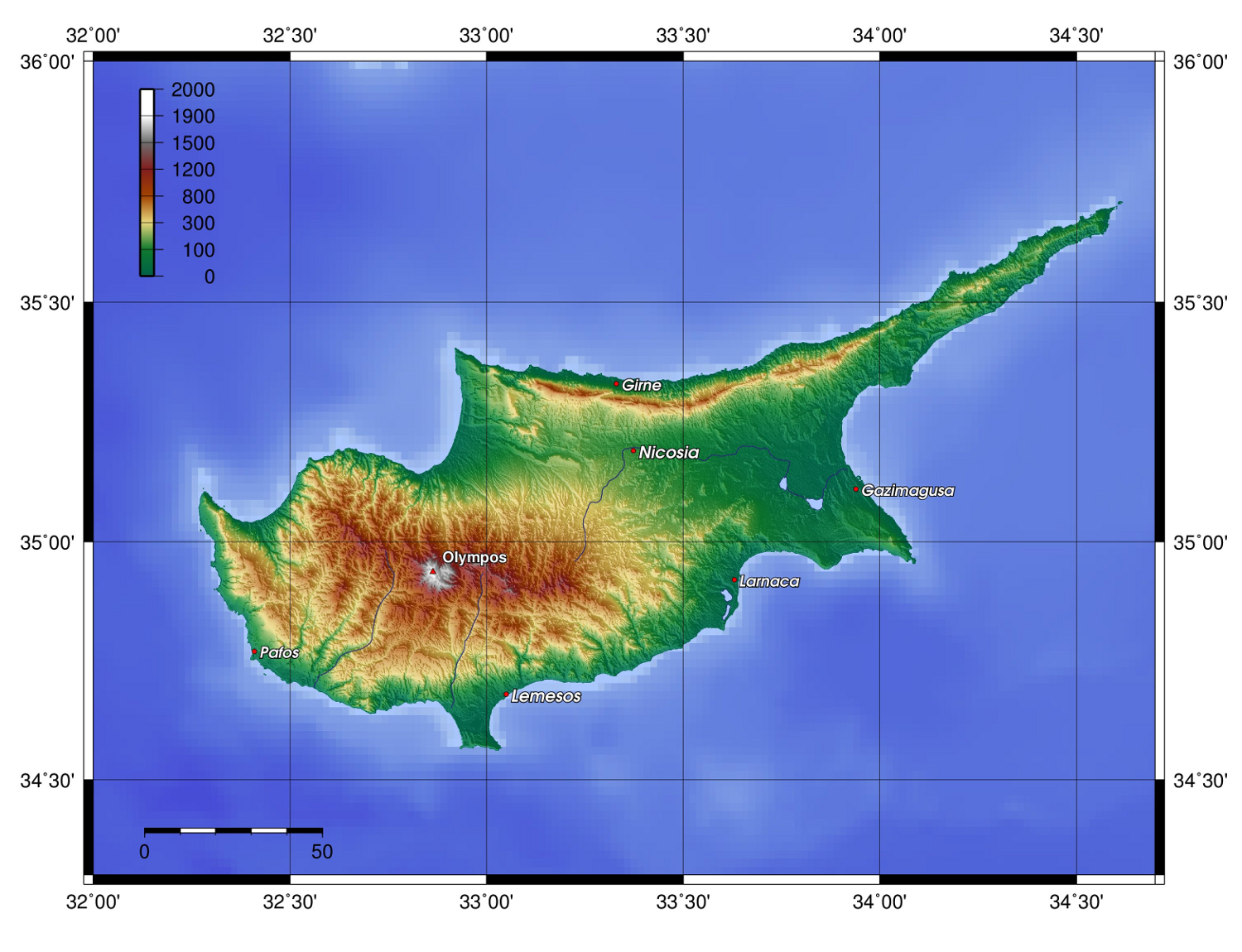
Topographie de Chypre.

En 1974, la Turquie envahit la partie nord de la république de Chypre en réponse au  Coup d'État militaire qui se produit sur l'île, dans le but de l'annexer à la Grèce. La Turquie prétend qu'il s'agit d'une intervention conforme au Traité de garantie. L'invasion se compose de deux grandes offensives turques et implique des opérations de combat aériennes, terrestres et maritimes. Les forces armées Chypriotes grecques tentent de résister et de répondre aux attaques dans le cadre d'un plan de défense coordonné qui se révèle insuffisant pour faire face aux forces que la Turquie parvient à mobiliser. La guerre se termine par un cessez-le-feu qui perdure jusqu'à aujourd'hui.

## Événements conduisant à l'invasion de Chypre en 1974

### La junte en Grèce et l'agitation politique
Le régime militaire en Grèce commence le matin du 21 avril 1967 avec un coup d'état mené par un groupe de colonels de l'armée grecque, avec le gouvernement en exil et se termine en juillet 1974.

### L'ère Makarios
La période de 1964 à 1974 est une époque tumultueuse pour l'île, avec une dégradation apparente des relations entre les côtés Chypriote grec et Chypriote turc dans l'ensemble du spectre des liens sociaux et politiques. En 1963, les Chypriotes turcs abandonnent, à la fois volontairement et sous pression extérieure, leur présence constitutionnelle dans le gouvernement chypriote. La violence à Nicosie suit peu après. En 1964, la Garde nationale chypriote intervient militairement contre une menace perçue de militants chypriotes turcs dans le nord-ouest de l'île, dans et autour de l'enclave de Kokkina, conduisant à une confrontation directe avec la Turquie, qui répond militairement mais s'arrête avant l'invasion. Pendant les troubles, l'île commence à incubier du fanatisme des deux côtés chypriote grec et chypriote turc, avec respectivement les idéologies d'enosis et de taksim, ces dernières étant des idéologies diamétralement opposées. L'Enosis est un effort pour unifier l'île avec la Grèce, tandis que le Taksim appelle simultanément à la partition de l'île entre Grecs et Turcs.

### Coup d'état militaire contre Makarios III
Le 15 juillet 1974, la Garde nationale chypriote, sous le commandement de la junte grecque à Athènes, lance un coup d'état contre le président démocratiquement élu, l'archevêque Makarios III. Une grande force de troupes et de chars descend sur l'Archevêché à Nicosie et l'assiège, bien que l'archevêque Makarios lui-même parvienne à s'échapper. Les troupes défendant le palais présidentiel résistent, et des combats entre les partisans de Makarios et les partisans de la junte se poursuivent une grande partie de la journée. Un ancien membre de l'EOKA, Nikos Sampson, est rapidement placé au pouvoir en tant que président de facto de la République, bien qu'il démissionne le 23 juillet après l'effondrement du soutien à son régime. Le coup d'état représente à la fois une provocation contre la Turquie et une opportunité pour la Turquie d'envahir, en invoquant des préoccupations pour la sécurité de la communauté chypriote turque comme objectif principal.

## Situation opérationnelle et équilibre des forces à la veille de la guerre

### Forces chypriotes turques
À la suite de la violence intercommunautaire de 1963-1964, une situation relativement stable s'ensuit sur l'île. La population chypriote turque se retire dans des enclaves, chacune comprenant plusieurs villages, et disposant de sa propre force armée.
La plus grande enclave chypriote turque est celle de Nicosie – St. Hilarion, également appelée enclave de Günyeli, avec une population de 25 000 personnes, sur un total de 117 000 Chypriotes turcs sur l'île, et comprend le district nord de Nicosie et s'étend au nord jusqu'à la chaîne de montagnes de Pentadaktylos, mais n'a pas accès à la mer. En 1964, des combattants chypriotes turcs d'Agirdag occupent le col de Bogaz sans combat. Les efforts chypriotes grecs pour les déloger par la force échouent. En conséquence, les forces chypriotes turques contrôlent la route Nicosie – Kyrenia, et ont accès à la zone côtière au nord de Pentadaktylos. Avec le col de Bogaz entre les mains des Turcs, les forces grecques doivent utiliser des itinéraires plus longs pour accéder à la côte nord, notamment le col de Panagra, sur le Pentadaktylos occidental.
D'autres enclaves chypriotes turques significatives sont celles de Famagouste, de Lefka, de Tziaos (Serdarli), de Limasol, de Larnaka, de Pafos, de Limnitis, de Kokkina et de Louroutzina.
Le total des forces chypriotes turques est de 27 bataillons d'infanterie, regroupés en 8 régiments, et une force potentielle pouvant aller jusqu'à 20 000 hommes. Les bataillons chypriotes turcs sont légèrement armés et sous-effectif, et sont généralement limités à des capacités défensives. Ils s'entraînent également pour des opérations non conventionnelles, telles que le sabotage, les embuscades, etc. Les forces turques comprennent le Régiment turc à Chypre (KTKA), de 1 000 hommes (650 de nominal), organisé en deux groupes, l'un à Günyeli et l'autre à Ortakoy.

### Forces chypriotes grecques
La force principale des Chypriotes grecs est la Garde nationale, créée à la suite de la violence intercommunautaire de 1963-1964. La Garde nationale est équipée de matériel excédentaire provenant de Grèce, principalement d'origine britannique, renforcé par l'achat d'armes soviétiques en 1965. La Garde nationale comprend 15 bataillons d'infanterie actifs et 19 de réserve, 3 bataillons de commando actifs et 1 de réserve, 1 bataillon de chars, 1 bataillon mécanisé et 1 de reconnaissance, 6 bataillons d'artillerie de campagne, 1 bataillon de génie et d'autres unités plus petites (telles que l'artillerie antichar et l'artillerie antiaérienne (AAA)). Ils sont regroupés en 5 zones militaires appelées Hauts Commandements Tactiques (ATD), un commandement commando, un commandement d'artillerie, etc. Sa force totale nominale en temps de guerre est de 40 000 hommes, dont environ 30 000 sont des réservistes mobilisés, avec 32 chars et 80 pièces d'artillerie de campagne, ainsi qu'environ 100 véhicules blindés.
La Garde nationale, contrôlée par des officiers envoyés de Grèce (car Chypre manque d'officiers formés), est considérée comme un instrument d'Athènes dans les tensions politiques entre Athènes et Nicosie. En conséquence, le gouvernement chypriote néglige le renforcement de la Garde nationale, à l'exception unique de l'achat de 1965, ce qui entraîne des problèmes de maintenance des équipements mécaniques et des stocks de munitions faibles et anciens. Le gouvernement de Makarios fonde en 1972 le "Efedrikon Soma" (qui se traduit par "Corps de réserve"), avec du personnel de police. Officiellement, l'Efedrikon est une force de police lourde pour renforcer la Garde nationale en temps de guerre, en fait cependant, il s'agit du contrepoids de confiance de Makarios contre la Garde nationale contrôlée par Athènes. L'Efedrikon est légèrement équipé avec des armes modernes fournies par la Tchécoslovaquie et bien entraîné de manière militaire. Il comprend 3 bataillons. Une autre force paramilitaire est l'EOKA B, qui en 1974 compte environ 5 000 membres avec 1 000 armes à feu. Il existe également de plus petites paramilitaires, sous les dirigeants politiques et leurs lieutenants.
Le régiment grec à Chypre (ELDYK) n'est pas sous le contrôle direct de la Garde nationale. Il se compose de deux bataillons d'infanterie, avec 1 200 hommes (950 de nominal). Il est bien entraîné et organisé mais équipé d'armes légères et anciennes. Avec le régiment commando, il est considéré comme la meilleure unité du côté chypriote grec.

## Plans opposés
La perspective d'une invasion de Chypre est déjà envisagée en 1964. Des plans définitifs sont créés en 1967, qui sont ensuite renouvelés pour tenir compte de tout changement dans la situation opérationnelle.
Selon le plan turc, l'objectif ultime est les lignes "Sahin" et "Attila", à savoir la capture d'une grande partie du nord de Chypre. L'opération est divisée en deux phases. Le premier objectif est la création d'une tête de pont qui donne accès à la mer à l'enclave chypriote turque de Gönyeli. Afin de lui donner une profondeur sécurisée, il est prévu de sécuriser un triangle avec une base de 18 km le long de la côte et une profondeur de 22 km. Ensuite, les Turcs prévoient d'arrêter les opérations et de chercher une solution diplomatique. Si la diplomatie échoue, ils poursuivront de force leur deuxième objectif principal, la ligne "Attila". La première phase doit durer 3 jours, et la seconde 3–4 jours, pour un total de 6–7 jours.
Bien que l'opération soit considérée comme difficile, elle est également considérée comme simple, car l'état-major turc s'attend à une suprématie totale en Méditerranée. La plus grande inquiétude pour les Turcs est l'Égée et la possibilité d'une attaque grecque là-bas. La frontière gréco-turque en Thrace est considérée comme sécurisée car elle est fortement fortifiée et garnie.
L'opération comprend des forces aériennes, navales et terrestres. Une armada navale de 5 destroyers et 31 navires de débarquement transporte les forces amphibies, tandis que l'armée de l'air largue des parachutistes et des fournitures et fournit un soutien aérien à toute l'opération.
Les forces terrestres affectées à l'opération sont placées sous le commandement du 6e corps/Deuxième armée. Elles comprennent la "Force de frappe spéciale Cakmak", une unité de niveau brigade qui effectue le débarquement amphibie, la brigade commando, la brigade parachutiste, la 39e division d'infanterie, la 28e division d'infanterie motorisée et des éléments de la 5e brigade blindée et de la gendarmerie. Environ 6 000 combattants chypriotes turcs sont stationnés à l'intérieur de l'enclave de Gönyeli.

## Débarquement et offensive Attila 1, plan de défense Aphrodite II et contre-offensive

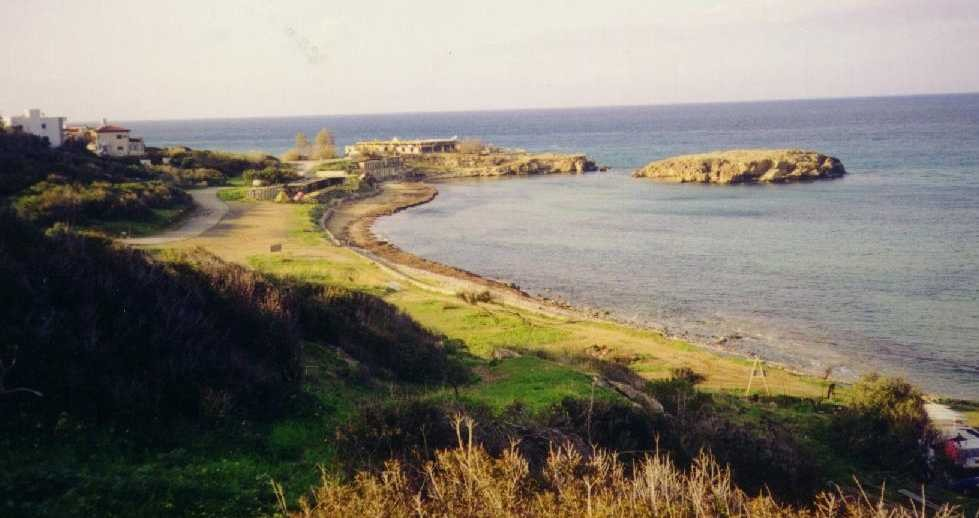
Tête de pont de Pentemilli sur la côte de Kyrenia

Le haut commandement de la Garde nationale chypriote prévoit une attaque massive sur toute l'île contre les enclaves chypriotes turques, en cas d'invasion turque, afin d'éliminer rapidement ces enclaves comme points d'appui potentiels pour une tête de pont. Le plan initial (élaboré par Georgios Grivas en 1964) est nommé "Aphrodite One" et repose sur la présence d'une division grecque complète de 10 000 soldats avec des armes lourdes. Cependant, cette division est retirée de l'île en 1967, et un nouveau plan est élaboré avant 1974, nommé Aphrodite Two, et prend la forme d'une offensive terrestre majeure contre les enclaves, initiée à l'initiative des Chypriotes grecs plutôt que des Grecs. Cette offensive ne doit pas être confondue avec le soi-disant "Aphrodite Three / Hephaestus Plan", qui est élaboré en mars 1974 par les conspirateurs du coup d'État de l'EOKA-B à la suite d'Aphrodite Two, mais jamais mis en œuvre.

### 20 juillet 1974

#### Kyrenia et tête de pont de Pentemilli
Aux premières heures du 20 juillet 1974, les forces armées turques lancent une invasion amphibie de Pentemilli (plage des Cinq Milles) située sur la côte nord, à environ 8 km à l'ouest du port principal de Kyrenia. La force navale turque impliquée dans le transport des forces amphibies provient du port de Mersin et tente d'abord de débarquer sur la plage de Glykiotissa, mais ce site s'avère inapproprié pour une tête de pont. Des nageurs de combat turcs transportés par un canonnière fouillent Pentemilli pour des mines avant que le débarquement ait lieu là-bas.
Les forces de débarquement turques, sous le commandement du Brig. Gen Tuncer, se composent de la brigade de débarquement de la Force de frappe spéciale "Cakmak", d'un bataillon du 6e régiment d'infanterie amphibie sous le commandement du Lt. Cdr Ikiz, du 50e régiment d'infanterie sous le commandement du Col. Karaoglanoglu (39e division d'infanterie) et d'une compagnie du 39e bataillon de chars divisionnaire (39e division d'infanterie). Cette force se compose d'environ 3 000 soldats, de 12 chars M47 et de 20 véhicule blindé de transport de troupes M113, ainsi que de 12 obusiers de 105 mm. Le débarquement n'est contesté que lorsque la première vague de forces turques est déjà à terre.
Vers 01h30, le radar SEP/A au Cap Saint-André, sur la péninsule de Karpas, détecte onze navires turcs s'approchant de Kyrenia à une distance de 35 milles marins (64,82 km). Vers 05h00, deux torpilleurs chypriotes grecs, les T-1 et T-3, sont envoyés du port de Kyrenia pour engager la flottille navale turque qui a maintenant été détectée approchant de la côte. Le T-1 est touché par un tir anti-aérien de 40 mm et coule, tandis que quelques minutes plus tard, le T-3 est détruit par des tirs combinés de navires et d'avions, et coule avec la perte de tout son équipage sauf un.
Les premières unités chypriotes grecques à atteindre la zone sont deux compagnies du 251e bataillon d'infanterie, soutenues par un peloton de cinq T-34 chars détachés de la 2e compagnie, 23ΕΜΑ bataillon de chars moyens. Cette force engage les forces de débarquement turques vers 10h00, avec le soutien sporadique d'artillerie des bataillons d'artillerie voisins. L'attaque aboutit initialement à la destruction de deux positions de fusil sans recul turques et à quelques autres pertes, mais échoue à déloger la force de la tête de pont. Une contre-attaque turque, soutenue par des véhicules blindés M113, se solde par la destruction de deux de ces véhicules par les T-34. Une fois le 251e bataillon retiré vers l'est (vers Kyrenia), la force turque avance de 1 km à l'ouest, puis poursuit son avancée vers l'est. Parmi les T-34, quatre sont perdus au combat, et le cinquième est abandonné au camp du 251e bataillon.
Les attaques aériennes se poursuivent contre des cibles chypriotes grecques dans et autour de Kyrenia, la base militaire de Kokkinotrimithia est mitraillée, neutralisant deux véhicules blindés Marmon-Herrington Mk-IVF et un véhicule de combat Daimler Dingo. Le stade de football principal de Kyrenia est également attaqué, détruisant deux véhicules blindés de transport de troupes BTR-152 qui s'y trouvaient.
Les unités d'artillerie chypriotes grecques impliquées dans la suppression de la tête de pont turque comprennent : le bataillon 182MPP, qui est du camp Maki Giorgalla dans la région du Bosphore, district de Kyrenia – cette unité est déployée avec douze canons de 25 livres et six canons anti-aériens de 12,5 mm et 14,5 mm. L'unité abandonne deux canons à son camp en raison du manque de tracteurs, puis perd deux canons et un tracteur dans un accident de la route sur la route Lapithou-Kyrenia. Depuis ses positions de tir à Saint-Pavlos, le bataillon tire sur la tête de pont turque et subit à son tour des pertes lors d'attaques navales et aériennes pendant la journée ; le bataillon 190 MA/TP, qui est du camp Iakovos Patatsos dans la région de Karavas, Kyrenia. Ce bataillon possède dix-huit canons antichars de 57 mm, mais seulement douze tracteurs pour les déplacer. La force abandonne son camp à 05h15 et est attaquée par des avions turcs, sans pertes. Divisé en deux formations de six canons, le bataillon attaque les forces turques à Panagron et tire également sur la tête de pont turque à Pentemilli, forçant les navires turcs à se retirer brièvement en mer ; la compagnie d'artillerie 191POP (sous le contrôle du 181MPP) du camp Nikos Georgiou dans la région de Saint-Savvas à Kyrenia, engage l'armée turque depuis ses positions de tir à Bellapais, et exécute des tirs sur les forces turques à Aspri Moutti et Kotzia Kagia ; la compagnie d'artillerie 198POP, équipée de quatre canons de 75 mm et de six canons anti-aériens, basée dans les montagnes de Kyrenia ouest. Cette unité perd ses véhicules, radios et munitions dans un incendie de forêt le 16 juillet, et est en mauvais état lorsqu'elle engage des parachutistes turcs au château Saint-Hilarion le 20 juillet, en soutien aux forces de commando de montagne dans la région.
Le 326e et le 306e bataillons d'infanterie chypriotes grecs, situés dans la région, ne jouent pas un rôle immédiat dans la résistance contre le débarquement turc. Deux bataillons, le 281e bataillon d'infanterie et le 286e bataillon mécanisé d'infanterie (+3 chars), sont envoyés de Nicosie pour renforcer les défenses à Kyrenia, mais les deux sont attaqués par des avions turcs au village de Kontemnos, entraînant la destruction de véhicules légers, six véhicules blindés BTR-152 et la mort du commandant du 286e bataillon, le Lt Col. Georgios Boutos. Le 316e bataillon d'infanterie est envoyé de Morphou le long de la route de Kyrenia, seulement pour être pris en embuscade et forcé à des positions défensives à un barrage routier turc. Le 316e bataillon se regroupe ensuite et rejoint les éléments du 286e bataillon (équipé de 3 chars T-34) qui sont maintenant arrivés.
En réponse à l'invasion, un officier d'état-major de la Garde nationale, le Lt Colonel Konstantinos Boufas, est envoyé dans une colonne armée vers la zone ouest de Kyrenia dans le but de coordonner une contre-attaque. Son plan est d'engager les Turcs de nuit sur le front ouest, en utilisant les éléments disponibles des 281e, 316e et 286e bataillons, ainsi qu'une unité de fusils antichars et trois chars T-34. L'attaque réussit à forcer une retraite temporaire des Turcs, mais cela se traduit par une contre-attaque, et la force de Boufas se retranche. L'un des trois chars T-34 chypriotes grecs attachés au 286MTP est touché par un tir antichar turc et mis hors de combat. Le 306e bataillon d'infanterie arrive en retard et attaque les forces turques depuis l'est, mais ne parvient pas à gagner du terrain. Pendant ce temps, le bataillon irrégulier "Pantazis" arrive et attaque par le sud, mais n'obtient également aucun résultat décisif. À un moment donné de l'action nocturne, le commandant turc du 50e régiment d'infanterie, le Col. Karaoglanoglu, est tué par un tir ami de M20 Super Bazooka qui frappe la villa où il se trouve.

#### Environs de Nicosie
Vers 06h00, une compagnie de parachutistes turcs est larguée sur Mia Millia, juste au nord de Nicosie, directement sur les forces chypriotes grecques approchant de Geunyeli. Sur les 120 soldats largués, un total de 93 sont tués ou blessés, et un est capturé, tandis que les autres s'échappent.
Vers 07h30, un bataillon de 550 soldats du contingent ELDYK, soutenu par 19 chars du 23 ΕΜΑ bataillon de chars moyens, ainsi qu'une compagnie de la Garde nationale chypriote, commence une attaque sur l'enclave turque de Geunyeli, juste au nord-ouest de Nicosie. Geunyeli est une cible stratégique en raison de sa position contrôlant la route principale Nicosie-Kyrenia, et doit être capturée par les Grecs pour assurer des renforts à Kyrenia. Cette enclave est lourdement fortifiée par les forces turques, en préparation d'un tel siège, et est protégée par des bunkers, des nids de mitrailleuses et des tranchées antichars. Positionné dans l'enclave se trouve le groupe Geunyeli du contingent TOURDYK de l'armée turque, comprenant la 2PB 2e compagnie d'infanterie, la 3PB 3e compagnie d'infanterie et la compagnie d'armes lourdes ASB.
L'attaque commence par le bombardement de Geunyeli par des chars et de l'artillerie, ce qui entraîne une riposte turque via des attaques aériennes, mais en raison de la fumée prévalente provenant des bombardements et des mortiers fumigènes, ces dernières s'avèrent en grande partie inexactes. Une tentative des Chypriotes grecs pour effectuer une attaque directe coordonnée avec leurs chars se solde par un désastre, avec deux T-34 détruits par l'artillerie, et deux T-34 piégés dans une tranchée antichar. Au fur et à mesure que la bataille progresse, des parachutistes turcs continuent de tomber dans et autour de l'enclave, entraînant quelques pertes inévitables.
Le bataillon d'artillerie 185MPP, basé au camp "Andreas Karvou" à Athalassa, Nicosie, équipé de douze canons de 25 livres et de six canons anti-aériens (quatre .50cal et deux 14,5 mm) se déplace vers ses positions de tir en dehors du camp. Avant qu'il puisse commencer l'attaque de Geunyeli, il est attaqué par l'armée de l'air turque, entraînant la perte de cinq canons de 25 livres et de six soldats. Ses canons restants bombardent Geunyeli puis se déplacent à midi dans les environs de l'abbaye de Makedonitisas.
La compagnie d'artillerie 184MGP, également basée au camp "Andreas Karvou", parvient à sauver son armement de six canons de 25 livres et deux canons anti-aériens .50cal du camp en flammes à la suite de l'attaque aérienne, bien qu'elle perde trois personnels tués. Elle tire initialement depuis le camp sur Geunyeli, avant de se déplacer avec le 185MPP à l'abbaye de Makedonitisas, où elle continue de tirer sur Geunyeli et subit une attaque aérienne turque sans perte.
Les Grecs se retirent vers le sud-ouest puis demandent des renforts pour une deuxième attaque coordonnée en utilisant leurs 15 chars restants et les 361e et 399e bataillons d'infanterie, ces nouvelles forces étant chargées de contourner depuis le nord et l'est pour encercler et détruire l'enclave. Cependant, l'attaque coordonnée, prévue pour 18h00, échoue car le 399e bataillon est retardé par des combats avec la milice chypriote turque. Lorsque le 399e bataillon arrive, il tente d'attaquer l'enclave seul, mais réussit peu et se retire.

#### Dans d'autres régions
Vers 10h00, 450 combattants de l'EOKA-B du 203e bataillon d'infanterie de réserve attaquent l'enclave chypriote turque à Limassol, où environ 1 000 habitants légèrement armés sont situés. Simultanément, 100 combattants de l'EOKA-B engagent l'enclave chypriote turque d'Avdimou, à l'ouest de Limassol, rassemblant des Chypriotes turcs comme prisonniers de guerre pour être emmenés au stade principal de Limassol.
Vers 17h00, le navire de débarquement grec Lesvos (L-172) commandé par le Lt Cdr E. Handrinos arrive à Paphos et commence à bombarder les positions chypriotes turques à l'enclave près du port avec ses canons anti-aériens de 40 mm. Le navire débarque ensuite quelque 450 soldats de la force de remplacement de l'ELDYK à Paphos, puis repart immédiatement en mer pour échapper à l'ennemi. Lesvos est interprété par les Turcs comme faisant partie d'une force de frappe plus importante, ce qui conduit finalement à l'arrivée des trois destroyers turcs que l'armée de l'air turque attaque par erreur.
À 18h00, la résolution 353 du Conseil de sécurité est adoptée à l'unanimité. Un cessez-le-feu doit prendre effet le 22 juillet à 16h00.
Vers 22h00, la milice chypriote turque à Paphos émet une reddition générale. En même temps, la milice et les civils chypriotes turcs de Famagouste se réfugient derrière les murs de la vieille ville et se préparent à un siège.
À 23h00, les forces de commando de montagne chypriotes grecques lancent une attaque nocturne coordonnée juste au nord de l'enclave Agyrta-Nicosie, tentant de sécuriser et de bloquer le passage Agyrta-Nicosie à travers les montagnes de Pentedaktylos. Les 31MK et 33MK Commando attaquent par l'ouest, tandis que les 32MK et 34MK Commando attaquent par l'est.

### 21 juillet 1974
Il n'y a peu ou pas de contact armé à la tête de pont le 21 juillet 1974, et pendant ce temps, la deuxième vague de forces turques part du port de Mersin.
À la suite de l'envoi du navire de débarquement Lesvos (L-172) de la marine de guerre hellénique à Paphos et au bombardement de l'enclave chypriote turque locale, l'armée de l'air turque reçoit des rapports d'une force de frappe grecque de navires au large de Paphos. En réponse, elle assemble une force d'environ 28 avions de combat de deux escadrons pour attaquer la flottille avec des bombes de 0,45 kg et des armes à feu. Cependant, il s'agit d'une déception de signaux réalisée par le Commandement naval chypriote grec, qui transmet des signaux radio faux indiquant que les destroyers naviguant au large de Paphos sont grecs. En réalité, il s'agit des destroyers de la marine turque Kocatepe, Adatepe, et Mareşal Fevzi Çakmak envoyés pour rechercher Lesvos. En début d'après-midi, les trois navires sont touchés par des tirs aériens amis. Kocatepe subit un coup fatal et coule avec la perte de 54 membres d'équipage.
Ayant intercepté des informations selon lesquelles le commandant de la marine chypriote grec, le Commandant Papayiannis, se dirige vers Karavas pour évaluer la taille et les dimensions de la force de débarquement turque, une équipe de 12 parachutistes turcs est larguée sur la route Mirtou-Asomatou afin de tendre une embuscade à son convoi. Les troupes turques parviennent à blesser Papayiannis avant d'être anéanties par sa garde personnelle, forçant l'abandon du plan chypriote grec.

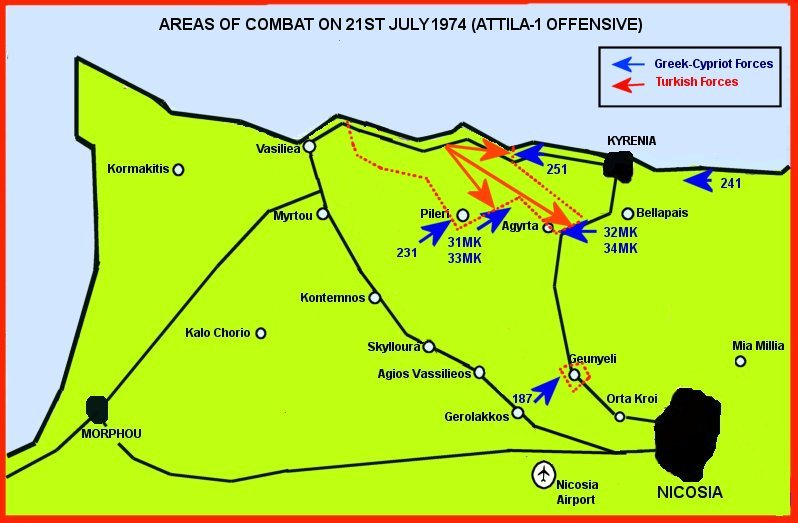
Carte montrant la géographie approximative de l'offensive Attila-1 au 21 juillet 1974.

Dans la soirée, la junte au pouvoir à Athènes accepte un arrangement pour envoyer des renforts clandestins pour aider les Chypriotes grecs, sous la forme d'un bataillon d'infanterie, d'un bataillon de commando et d'un bataillon de chars moyens. Un effort initial est fait pour envoyer ces forces en utilisant le grand ferry de véhicules Rethymnon, qui embarque le 537e bataillon d'infanterie, un bataillon de chars et 500 volontaires chypriotes (principalement des partisans de l'EOKA-B). Ce navire quitte le Pirée ce soir-là.

#### Zones de Kyrenia et de Nicosie
Le même soir, la force aérienne grecque lance une opération clandestine d'évacuation (Opération Niki) utilisant 15 avions Noratlas (354e Escadron "Pegasus") dans un effort pour transporter un bataillon de commandos de Soúda vers Chypre. Cependant, les avions sont attaqués par erreur par des canons anti-aériens chypriotes grecs du 195 MEA/AP battalion à l'aéroport international de Nicosie, et le troisième Noratlas est abattu avec la perte de quatre membres d'équipage et de 29 commandos. Deux autres avions Noratlas sont également gravement endommagés et obligés d'atterrir en catastrophe, à ce moment-là l'erreur est réalisée. Certains des avions restants parviennent à atterrir en toute sécurité et à décharger leurs troupes et équipements, ce qui donne une force contingente grecque disponible pour défendre l'aéroport. Cette unité est l'A Commando, plus tard désignée chypriote grecque 35MK Commando,,.
À Kyrenia, le 251e bataillon s'est maintenant déplacé vers le village de Trimithi pour défendre la ville, tandis que le 241e et le bataillon de génie se déplacent à l'est de Kyrenia, le dernier ayant pour mission de miner la côte. Au col Agyrta-Nicosie, les forces de commando de montagne chypriotes grecques atteignent leurs objectifs, les 31MK et 33MK arrivant de l'ouest pour capturer le sommet de la montagne Kotsakagia, tandis que les 32MK arrivent de l'est pour forcer une retraite turque du col. Dans un mouvement stratégique désastreux, les quatre bataillons de commando de montagne chypriotes grecs sont ordonnés de quitter les montagnes de Pentedaktylos (où ils ont créé un quasi blocus de la ligne d'une tête de pont turque) et sont envoyés en direction d'Agios Pavlos. Le bataillon d'artillerie 187MPP, qui est gravement endommagé par l'attaque aérienne turque sur son camp la veille, entre en bataille avec seulement quatre canons de 100 mm survivants sur douze. Le jour précédent, il a tiré un certain nombre de coups sur l'enclave chypriote turque dans le nord de Nicosie, ainsi que sur Saint-Hilarion. Le 21, il se déplace vers une nouvelle position à Gerolakkos sous le couvert de la nuit, et bombarde Saint-Hilarion en soutien aux forces de la Garde nationale et de l'ELDYK.
Certaines troupes de la Garde nationale se seraient retirées à Bellapais dans des véhicules des Nations Unies et des drapeaux, apparemment capturés par des troupes finlandaises de l'UNFICYP. Cependant, la garnison de la Garde nationale à Bellapais est soumise à une attaque aérienne, où le napalm est apparemment utilisé.
À 06h30, une trêve prend effet autour du Ledra Palace Hotel à Nicosie, avec 386 touristes pris au piège à l'intérieur. Cependant, la trêve est rompue à 11h00, lorsque des combats éclatent à Nicosie. L'hôtel est pris pour cible par des tirs de mortier intenses.

#### Autres enclaves chypriotes turques
Vers 06h00, toute résistance chypriote turque à Limassol s'effondre sous le poids d'une attaque chypriote grecque, et environ 1 000 prisonniers sont capturés. Pendant ce temps, le village chypriote turc de Pileri est capturé par le 231e bataillon d'infanterie.
À Larnaca, les négociations pour un cessez-le-feu échouent à 03h35 et des combats intenses éclatent, la Garde nationale utilisant l'artillerie et des tirs de mortier. À 10h30, les Chypriotes turcs commencent apparemment à se rendre.
À 04h45, les forces chypriotes grecques attaquent Lefke avec des mortiers et des mitrailleuses lourdes. À 08h45, des bombardements à haute altitude, des tirs d'obus et des roquettes suivent. Limnítis est entouré par la Garde nationale et des combats sporadiques ont lieu à Xeros.

### 22 juillet 1974

#### Zone de Kyrenia
Une deuxième vague de forces amphibies turques arrive à la tête de pont de Pentemilli. Au nom de code "Force opérationnelle Bora", elle comprend une compagnie de chars et une compagnie d'infanterie mécanisée, sous le commandement du Brig. Gen Haki Boratas. Les forces turques sous le commandement du Maj. Gen Bedrettin Demirel, comprenant la Force opérationnelle Bora et le 50e régiment, lancent une attaque contre l'objectif principal de Kyrenia, la principale ville portuaire de la côte nord.
Pour les Chypriotes grecs, le commandement de la force de contre-invasion est confié au Col. Kobokis, commandant des commandos Raiders, situés dans la chaîne de montagnes Pentedaktylos (Kyrenia). Le haut commandement chypriote grec envoie également des renforts sous la forme d'une compagnie mécanisée du 346e bataillon d'infanterie, ainsi que d'un peloton antichar de la 120e compagnie d'artillerie. Pendant ce temps, sur le flanc est, le 306e bataillon d'infanterie se retire à Kyrenia, laissant derrière lui le 251e bataillon d'infanterie, ainsi qu'un bataillon à moitié effectif du 33MK Commando, situé au village d'Agios Georgios.
L'attaque turque sur Kyrenia commence vers 11h00, entraînant un assaut contre le 33MK Commando. Les 306e et 251e bataillons, avec des capacités antichar limitées, sont contraints à une retraite complète vers Kyrenia. Une intervention du 241e bataillon d'infanterie voisin, tentant de construire une ligne défensive à l'ouest de Kyrenia, échoue, et la force est submergée.
Par conséquent, l'avancée turque vers Kyrenia le long de la route côtière nord est résistée par deux lignes de défense mobiles barrant leur chemin. En premier lieu, la défense du 33MK parvient seulement à détruire deux chars M47 turcs grâce à des fusils sans recul de 106 mm. L'incapacité à contenir la force turque signifie que la deuxième ligne est rapidement impactée, le 241e bataillon parvenant à immobiliser un troisième M47 avec une roquette antichar. La nature rapide et agressive de l'assaut turc entraîne la perte de deux autres chars M47 dans les environs du château de Kyrenia lors d'une attaque d'infanterie, portant les pertes totales de chars ce jour-là à 5 chars avec 23 pertes.
Les forces turques entrent à Kyrenia puis se divisent en deux forces distinctes : l'une cherchant à établir une nouvelle tête de pont dans le port de Kyrenia tandis que la deuxième force se dirige vers le col de Boghazi-Argypta pour s'unir aux forces de parachutistes y débarquées. À la fin de l'après-midi, une tête de pont solide est formée entre Kyrenia et le village central de Geunyeli, ce dernier étant stratégiquement situé sur la route Kyrenia-Nicosie. La base fortifiée chypriote turque de Geunyeli est désormais sous le contrôle du Lt. Gen Nuretin Ersin (6e corps).

#### Famagouste
La compagnie d'artillerie 199MGP, équipée de quatre canons de 3,7 pouces (93,98 mm) et de deux canons anti-aériens .50cal, termine son assaut d'artillerie contre les enclaves chypriotes turques de Sakarya, Karaoglu et de la vieille ville de Famagouste, après deux jours de bombardement en soutien aux 201e et 386e bataillons. Pendant les 20 et 21, cette unité tire depuis Klapsidon, bien que le 22, elle se déplace dans les environs de l'abbaye de l'apôtre Barnabas.

#### Enclave de Nicosie - Saint Hilarion et zones environnantes
À 15h00, l'armée de l'air turque lance une lourde attaque aérienne sur l'aéroport de Nicosie. Un cessez-le-feu prend effet à 16h00, seulement pour être rompu par de nouveaux bombardements à 17h15. Des combats au sol ont lieu près du village chypriote grec de Dikomo à 18h15. Des combats intenses se déroulent dans la zone de Trakhonas, et un bataillon de parachutistes turcs est largué à Bogaz à 13h30. Les troupes de l'UNFICYP doivent abandonner le camp Tjiklos dans le district de Kyrenia avec les réfugiés sous leur supervision à 14h20 en raison des combats intenses et des incendies de forêt.
Le bataillon d'artillerie 189MPP, équipé de huit canons de 100 mm et de six canons anti-aériens (4 x .50cal, 2 x 14,5 mm), opère depuis le camp "Christ Samaritan" à Athalassas à Nicosie, près de l'aéroport avec un poste d'observation au camp de l'ELDYK, achève son assaut d'artillerie lourde contre les cibles de Geunyeli et tire contre les hélicoptères turcs dans la région. Ce bataillon est bombardé à plusieurs reprises par l'armée de l'air turque, sans pertes jusqu'au 22 juillet.
Le bataillon d'artillerie 185MPP commence une attaque contre l'enclave turque de Geunyeli – Saint Hilarion, qui se poursuit jusqu'à l'adoption du cessez-le-feu.

### 23 juillet 1974

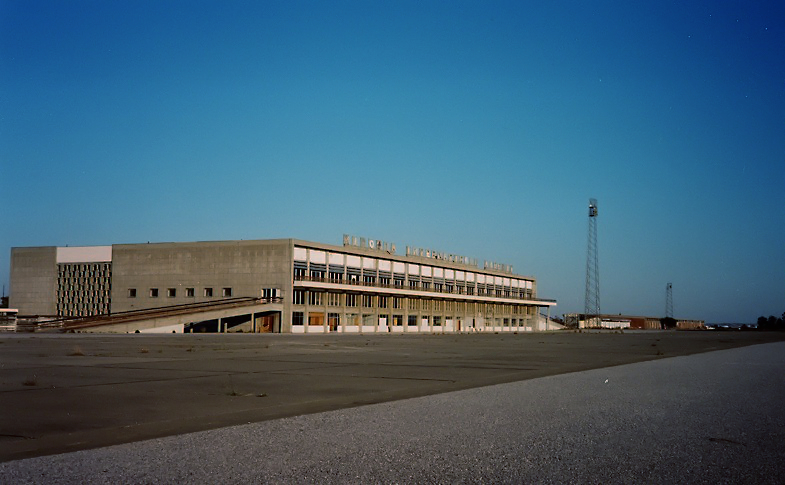
L'aéroport de Nicosie est le site de combats importants pendant l'invasion.

La force commando grecque A (35MK Commando) basée à l'école de l'archevêque à Nicosie reçoit ses ordres – la force du bataillon de trois compagnies commando LOK (41, 42, 43 LOK) doit être transportée immédiatement à l'aéroport international de Nicosie pour le défendre contre une attaque turque anticipée progressant à travers le pont terrestre Kyrenia-Nicosie. L'aéroport est déjà défendu par une compagnie de commandos chypriotes grecs, une compagnie d'infanterie de l'ELDYK et une compagnie de police paramilitaire de l'aéroport, cette dernière équipée d'armes antichars et de cinq véhicules blindés M8 Greyhound.
Les forces d'A Commando arrivent à l'aéroport de Nicosie juste à temps pour monter une défense, via d'anciens autobus de la ville. Ils prennent des positions de combat dans et autour du bâtiment principal du terminal, alors qu'un convoi de véhicules turcs arrive à l'extrémité nord de l'aéroport, à environ 500 mètres des défenseurs. Le plan principal est de coopérer avec le LOK chypriote grec en déployant un certain nombre de mitrailleuses et d'armes antichars (les Grecs ont trois EM69 de 90 mm), et de permettre à la force turque d'avancer dans le chemin du feu croisé. Cependant, les unités turques d'avant-garde repèrent certaines positions ennemies et lancent une attaque générale depuis le nord.
La première vague d'une compagnie d'infanterie turque est stoppée par des tirs d'armes lourdes et d'armes légères des 42 LOK et 43 LOK au sud, tandis que les 41 LOK ouvrent le feu depuis le terminal sur le flanc. Confrontés à la défaite, les Turcs se replient à leurs positions initiales avec des pertes importantes. Ces derniers se regroupent ensuite et avancent à nouveau en force de bataillon vers les positions des 42 et 43 LOK, bravent une grêle de balles. À leur tour, les Turcs commencent à tirer depuis leur arrière-garde avec un mortier de 4,2 pouces (106,68 mm) depuis un camp de l'ONU adjacent. Les Chypriotes grecs lancent maintenant une contre-attaque contre l'infanterie turque à l'intérieur du périmètre de l'aéroport en attaquant les troupes au sol avec leurs cinq véhicules blindés M8 Greyhound.
Les forces turques basées près du camp de l'ONU sont ciblées par le 41 LOK grec, qui tire des grenades au phosphore M79 pour provoquer un incendie de broussailles et de la fumée. Une roquette antichar de 90 mm est également tirée en direction d'un poste d'observation présumé dans une maison à l'extrémité nord de l'aéroport, forçant son abandon. Avant l'arrivée des forces canadiennes de l'ONU, deux chars M47 turcs tentent une attaque de diversion sur le terminal est. Les défenseurs détruisent ensuite les deux avec un M20 Super Bazooka.
Le bataillon d'artillerie 187MPP, situé à Gerolakkos, reçoit des attaques d'artillerie des forces turques à Arkadi, entraînant la perte de six personnels.

### Après Attila 1
Après Attila 1, les forces turques contrôlent 7 % de la superficie de l'île. Elles parviennent à relier leur tête de pont dans le nord à la grande enclave chypriote turque au nord de Nicosie. Elles contrôlent le port de Kyrenia, ce qui leur permet d'augmenter le taux de renforts arrivant de Turquie, quelque chose d'essentiel pour la deuxième offensive. Selon une annonce faite par le Premier ministre turc Bülent Ecevit le 25 juillet, l'armée turque perd 57 tués, 184 blessés et 242 disparus. Les pertes chypriotes turques sont inconnues. Entre le 20 et le 22 juillet, les forces grecques subissent 215 tués et 223 disparus, et un nombre inconnu de blessés.

## Affrontements du 24 juillet au 13 août
Le 1er août 1974, des éléments de la 28e division turque expulsent le 316e bataillon d'infanterie chypriote grec de la colline 1024 (Kiparrisavouno) dans les montagnes de Pentedaktylos ouest, et les poussent vers le sud dans le corridor Lapithou-Karavas. Pendant la nuit, la compagnie B du 31MK Commando assaille la colline 1024 et la reprend aux Turcs. Au village de Karavas, un char turc M47 est touché et détruit par un missile antichar 3M6 Shmel.
Le 2 août 1974, la compagnie B du 31MK Commando subit une attaque par les forces commando turques, mais repousse l'assaut. Dans l'après-midi, une deuxième attaque majeure sur le sommet est lancée par des éléments plus importants de la 28e division, forçant les commandos chypriotes grecs à abandonner la colline 1024 et à se retirer. Le 316e bataillon d'infanterie, maintenant au sud de la colline 1024 à la colline de Kornos, monte une embuscade à une grande force de la 28e division, équipée de chars M47 et de véhicules blindés M113. Dans l'embuscade, le 316e détruit un M47 et un M113, et capture un M47 et un M113. Ces deux véhicules sont immédiatement remis au 286MTP bataillon d'infanterie mécanisée, qui envoie une équipe de récupération dans la région le matin du 3 août.
Le 3 août 1974, une ligne défensive principale sur le front ouest est établie à Karavas pour bloquer le corridor Karavas-Lapithos de la 28e division turque. Cette ligne défensive est manned par la 1re compagnie ELDYK, et les 316e, 321e et 256e bataillons d'infanterie chypriotes grecs, ainsi qu'une compagnie d'irréguliers.
Le 6 août 1974, la 28e division turque lance une offensive contre les lignes défensives de Karavas des Chypriotes grecs et des Grecs. Elle commence à l'aube, avec un feu d'artillerie et de mortier lourd soutenu par l'artillerie navale (cette dernière tirant sur le 256e bataillon d'infanterie sur la ligne arrière). Avec une couverture d'artillerie combinée, des chars et des forces marines, la 28e division turque s'étend vers l'ouest dans Karavas, tandis qu'une brigade de commando turque et le 61e régiment d'infanterie turc traversent les montagnes de Pentedaktylos pour contourner les Chypriotes grecs par le nord-est. L'armée de l'air turque bombarde largement les zones de Laipthos-Karavas à Vavila-Vassilia pendant cette offensive. À Kefalvoriso, juste à l'extérieur de Lapithos, la 1re compagnie ELDYK attaque des éléments du 61e régiment turc, avec l'aide de mortiers. Dans l'après-midi, toutes les forces chypriotes grecques de la région se retirent vers la ligne défensive Vasilia-Vavila. Pendant la bataille, deux chars M47 turcs sont engagés avec des fusils sans recul près de Lapithos et détruits.
Le 7 août, la 28e division turque attaque la ligne défensive Vasilia-Vavila avec un feu d'artillerie de soutien, mais aucune attaque d'infanterie n'est effectuée.

## Offensive Attila 2

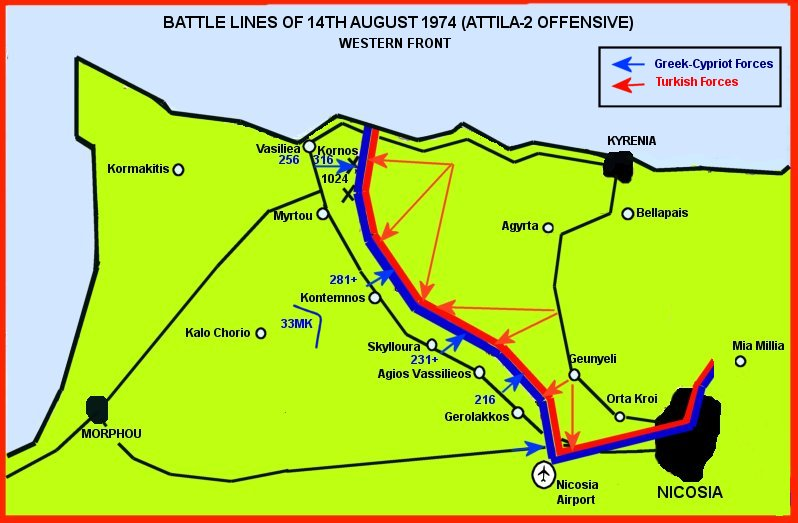
Carte montrant les lignes de bataille occidentales du 14 août 1974 au début de l'offensive Attila-2.

Le 14 août 1974, les forces turques, renforcées à la force de deux divisions d'infanterie et d'éléments de soutien, commencent une deuxième offensive majeure, nom de code Attila-2. Cette offensive dure trois jours et entraîne l'effondrement des défenses de la Garde nationale chypriote et de l'ELDYK, conduisant à la capture des villes de Famagouste, Morphou et du quartier nord de Nicosie. Les Chypriotes grecs tentent de monter leur principale ligne défensive orientale entre les villages de Mia Millia et Nea Chorio, au nord-est de Nicosie.

### Forces grecques
Les forces grecques sont divisées en trois secteurs : "Ouest", "Central" et "Est". Le plan grec est de retarder les forces turques à l'ouest et à l'est, tout en se repliant sur la ligne de défense principale, et de tenir les positions au centre. La ligne de défense principale, également appelée ligne Troodos, comme le Massif de Trodos, est la ligne de défense où les unités grecques se tiendront et combattront. Jusqu'à ce moment, les unités grecques reçoivent l'ordre de combattre de manière flexible, se repliant lorsque cela est nécessaire. La ligne Troodos laisse environ 40 % de l'île, y compris Famagouste, accessible aux forces turques.
Le secteur occidental est défendu par le 11e groupe tactique. Son flanc gauche (nord) est à la mer, près de Vasileia, et son flanc droit (sud) est aux positions de l'ONU autour de l'aéroport international de Nicosie. Le 11e TG comprend les bataillons suivants : 256e (centré autour de la 1re compagnie de l'ELDYK car elle a subi de lourdes pertes le 6 août lors de la bataille de Lapithos-Karavas) à Vasileia, 316e (renforcé par une partie du 366e bataillon de réserve) à Kornos, 281e (renforcé par une compagnie du 286e) à Kontemenos, 231e (avec le reste du 286e) à Skylloura, 216e à Gerolakkos et le 33MK Commando à la colline 350, près de Kalo Chorio, sur le col d'Agia Marina. L'aéroport international de Nicosie est tenu par une force canadienne des Nations Unies, directement adjacente aux lignes de bataille d'une grande force combinée de renforts de l'ELDYK (A /35MK Commando) ainsi qu'une compagnie du 286e bataillon, et une compagnie de police paramilitaire chypriote grecque.
Le secteur central s'étend de l'aéroport international de Nicosie et se termine dans la banlieue de Nicosie de Mia Milia. Il est composé de : le 212e bataillon de réserve, le détachement du camp de l'ELDYK (3 compagnies), le 336e bataillon de réserve (renforcé par diverses compagnies, avec une force totale de 1 300 hommes), le 211e bataillon et le 187e bataillon d'artillerie.
Le flanc oriental est le secteur le plus fort, où l'on s'attend à ce que le poids de l'attaque turque tombe. Il est défendu par le DAT (Commandement du secteur est), qui comprend le 12e groupe tactique et le 9e groupe tactique. Plus à l'est sont positionnés le 1er haut commandement tactique et le 15e groupe tactique. Le 9e TG s'étend au nord, de la mer et comprend les montagnes de Pentedaktylos ; et le 12e au sud des montagnes jusqu'à et y compris le village de Mia Milia. Du nord au sud, les unités sont : Le 9e TG : 361e bataillon, 32 MK Commando et 346e bataillon en réserve. Le 12e TG : 251e bataillon (renforcé par une compagnie de réserve), le 305e bataillon de réserve (également connu sous le nom de "groupe Markou" avec 150 hommes), le 399e bataillon et le 241e bataillon en réserve. Les unités indépendantes comprennent le 398e bataillon faisant face à l'enclave chypriote turque de Tziaos et le 226e bataillon en réserve générale.
La taille totale des forces grecques est d'environ vingt mille hommes (18 000 Chypriotes grecs - 2 000 Grecs), avec 21 chars T-34, quelques dizaines de véhicules blindés de transport de troupes et de voitures blindées et environ 70 pièces d'artillerie.

### Forces turques
Les forces turques sont principalement composées des deux divisions d'infanterie (28e et 39e), d'un régiment blindé (un bataillon de chars et un bataillon d'infanterie mécanisée de la 5e brigade blindée), du régiment turc à Chypre (renforcé par un bataillon de parachutistes et un bataillon du 50e régiment), d'une brigade de commando et d'une brigade de parachutistes, plus des éléments supplémentaires de diverses unités avec un total estimé de 160–200 chars, 200 APC, 120 canons de campagne et 40 000 hommes. S'ajoutent à eux les 5 régiments chypriotes turcs restants (avec 19 bataillons). Les forces chypriotes turques perdent 3 régiments (8 bataillons) pendant Attila 1.
Le plan turc est divisé en deux phases : La première phase prévoit que la 39e division et le régiment blindé attaquent vers les plaines de Mesaoria à l'est et s'unissent à l'enclave chypriote turque de Famagouste. La 28e division avance vers le sud en direction de l'aérodrome de Tymbou et entre en contact avec l'est de la ligne Troodos. La première phase doit durer 2 jours.
La deuxième phase commence le soir du deuxième jour. Pendant cette phase, la brigade de commando avance de ses positions à Agios Ermolaos vers le sud en direction de Morphou et le troisième jour avance vers l'ouest pour s'unir à l'enclave chypriote turque de Limnitis. Cependant, ils sont soit réticents, soit incapables de s'unir à l'enclave côtière de Kokkina (Erenköy) plus à l'ouest, ce qui en fait une enclave de Chypre du Nord à ce jour.
Pendant les deux phases, les forces turques tentent d'avancer à l'intérieur de Nicosie et à l'ouest de la ville, vers l'aéroport international de Nicosie et la route Nicosie-Morphou.

### 14 août 1974
Sur le secteur oriental, la Marine turque, l'armée de l'air et l'artillerie commencent à tirer sur les positions de la coalition grecque à 6h30 pendant environ 30 minutes. Le contre-feu d'artillerie grec n'est pas suffisant pour faire taire le feu turc.
Les unités turques de la 39e division attaquent la ligne défensive de Mia Milia des forces de la coalition grecque. La ligne est tenue par le 399e bataillon d'infanterie chypriote grec renforcé par deux lance-missiles 3M6 Shmel, quatre fusils sans recul de 106 mm et douze canons antichars de 6-pounder gun. Le 399e bataillon utilise un petit lit de rivière asséché comme tranchée antichar et pose des mines antichar devant la tranchée. Cependant, l'ONU est informée des routes dégagées à travers les champs de mines, et de nombreuses sources indiquent que la 39e division turque les connaît également.
Les attaques initiales des Turcs avec de l'infanterie contre les positions de Koutsoventis et de Mia Milia sont repoussées. Elles sont rapidement suivies d'attaques blindées. Les chars turcs contournent les champs de mines grecs à Mia Milia. À 10h00, ils entrent en contact avec les lignes chypriotes grecques du 399e bataillon et à 10h30, ils les ont traversées, coupant le 399e bataillon en deux. À 10h55, le GEEF (haut commandement de la Garde nationale chypriote) ordonne au commandement du secteur est de se retirer vers la ligne Troodos. Le 241e bataillon agissant comme réserve du 12e groupe tactique retarde les forces turques jusqu'à 11h00, mais manquant d'armes antichars, il commence immédiatement à se retirer vers Famagouste.
Après l'effondrement de la ligne défensive chypriote grecque, le GEEF ordonne au 226e bataillon de monter une ligne défensive avec le 341e bataillon de réserve pour retarder les forces turques. Le 226e bataillon se retire à 21h00 vers le sud, tandis que le 341e reste en place. L'armée de l'air turque commence à frapper les forces grecques en retraite et les bataillons d'artillerie chypriotes grecs commencent également à se retirer vers l'est. Le 9e groupe tactique, bien qu'il ne soit pas attaqué, fait face au danger d'encerclement par le sud, et commence son retrait à 12h00. À 14h30, il atteint Famagouste.
Dans le secteur central, le camp de l'ELDYK est touché par des tirs d'artillerie et l'armée de l'air turque. Les forces de l'ELDYK sont soutenues par des tirs d'artillerie chypriote grecque, fournis par le 187e bataillon d'artillerie équipé de canons soviétiques de 100 mm. À 10h00, le camp est attaqué par l'infanterie, et à 11h00 par des chars, mais les attaques sont repoussées. À 15h00, une nouvelle attaque d'infanterie est repoussée. L'ELDYK perd 1 tué et 7 blessés dans cet engagement. Les pertes turques sont comparativement lourdes, mais permettent de capturer la colline adjacente à Elissaios.
Dans le secteur occidental, il n'y a pas d'action majeure. Le sommet de la colline Aspros, utilisé comme poste d'observation, est abandonné par les forces chypriotes grecques après une attaque turque. Aucun effort pour le reprendre n'est fait.

### 15 août 1974
Dans le secteur oriental, les unités en retraite du 12e groupe tactique chypriote grec traversent la ligne de défense du 341e bataillon à 10h30. Le 341e bataillon de réserve renforcé par trois chars T-34 et six canons 6-pounder est isolé et tient la ligne de défense à l'ouest de Famagouste seul. Le reste des forces grecques continue sa retraite vers Larnaca et la ligne de défense principale de Troodos.
À 14h00, le 341e chypriote grec remarque les chars turcs et le 14e régiment d'infanterie turc s'approchant. Réalisant qu'il est abandonné et isolé, le commandement du 341e ordonne la retraite à 17h00, couvert par les chars T-34. Les chars T-34 (immobilisés en raison de pannes mécaniques) et les six canons de 6 livres sont laissés à leurs positions.
Les premières unités turques, y compris 4 chars M47 et 11 M113 APC, entrent à Famagouste à 17h30. Ils s'unissent aux unités chypriotes turques, mais n'entrent pas dans le quartier chypriote grec sans défense.
Le secteur central voit un échange de tirs intense, mais aucun engagement majeur.
Dans le secteur occidental, les unités blindées de la 28e division turque entrent en contact avec les unités grecques vers 14h30. L'attaque de la 28e division est renforcée par l'avance de la brigade de commando turque vers l'est. Au total, les unités turques avancent jusqu'à 6 km vers l'est. Dans la nuit du 15 au 16 août, le 11e groupe tactique chypriote grec (responsable du secteur ouest) reçoit l'ordre de se retirer vers la nouvelle ligne de défense Troodos.

### 16 août 1974
Dans le secteur oriental, les forces turques consolident leurs gains mais n'entreprennent aucune action majeure. Les forces grecques s'organisent pour défendre la ligne Troodos.
Dans le secteur central, l'Armée de l'air turque commence à bombarder les positions grecques autour du camp ELDYK à 8h30. Deux formations turques, chacune composée d'une compagnie de chars et d'un bataillon d'infanterie, commencent à approcher du camp sous la couverture des tirs d'artillerie. À midi, les deux formations turques atteignent 800 m du camp, où une s'arrête pour fournir un feu de soutien à l'autre alors qu'elle attaque le camp. Des éléments de la première formation turque commencent à encercler le camp grec par l'est. À 13h00, l'artillerie chypriote grecque cesse de soutenir les forces grecques à l'intérieur du camp de l'ELDYK. Les forces grecques, faisant face à la défaite, reçoivent l'ordre de se retirer à travers les lignes turques. À 13h30, le camp est aux mains des Turcs. Les pertes sont très lourdes des deux côtés. Le décompte officiel de l'ELDYK est de 80 tués, 22 blessés, 5 disparus. Les pertes de l'armée turque sont moins significatives, avec quatre chars M48 détruits par des fusils sans recul et un cinquième par un tir direct d'artillerie.
La force turque continue vers le sud et repousse le 212e bataillon chypriote grec. Elle s'arrête cependant après avoir reçu des tirs antichars grecs. Ils attaquent également le 336e bataillon à l'intérieur de Nicosie, avançant d'environ 100 mètres, mais avec environ 50 pertes. Pendant cet engagement, une bataille de chars se déroule dans le quartier nord de Nicosie, avec trois chars T-34 chypriotes grecs en position de hull-down engageant et détruisant un seul char M47 de l'armée turque.
Dans le secteur occidental, tout le 11e groupe tactique chypriote grec se retire vers la ligne Troodos. Deux pelotons sont laissés pour maintenir le contact avec les forces turques avancées.
Les forces turques avancent lentement vers l'est. Morfou est capturé à 12h30 et Limnitis à 18h00. À 18h00, lorsque l'ONU instaure un cessez-le-feu, les forces turques n'ont pas encore atteint la ligne Troodos. En conséquence, le 17 août, les hauts commandements grecs et turcs ordonnent aux unités d'avancer même si le cessez-le-feu a eu lieu.
Plusieurs unités chypriotes grecques dans le secteur ouest souffrent gravement de désertions, des réservistes mal disciplinés abandonnant leurs unités. La ligne Troodos est donc mal manned.

### Après Attila 2
Immédiatement après l'arrêt de l'offensive Attila-2, les deux parties consolident leurs positions et fortifient leurs lignes de front respectives avec des tranchées, des fossés antichars, des champs de mines et des lignes de barbelés. Les Chypriotes grecs font de gros efforts pour rétablir les unités qui ont souffert de désertions sévères et s'engagent dans un effort de mobilisation majeur tout au long de 1975 à 1977. Privées d'équipement militaire par l'usure et l'utilisation de guerre, les forces chypriotes grecques dépendent fortement de la réapprovisionnement par la marine hellénique pour répondre aux besoins de base en munitions. De l'autre côté, les forces turques renforcent leur nouvelle emprise sur le nord de Chypre en construisant des bases importantes et en convertissant un aérodrome à Lefkoniko en un aérodrome militaire fonctionnel avec une piste modeste. Aucune action supplémentaire ne se produit après le 18 août 1974.